# S-элементы
s-элеме́нты в периодической таблице элементов — химические элементы, внешняя электронная оболочка которых образована s-электронами (одним или двумя). Такие элементы объединяются в группу, называемую s-блок.
К s-элементам относятся:
- щелочные металлы (их внешняя электронная оболочка образована одним s-электроном),
- щёлочноземельные металлы (два s-электрона на внешней электронной оболочке),
- водород и гелий.

s-элементы отличаются тем, что в невозбужденном состоянии наиболее внешние электроны их атомов находится на s-орбитали. Исключая водород и гелий, эти электроны при химических реакциях очень легко отщепляются; при этом атом превращается в положительный ион. Конфигурация гелия химически стабильна; вследствие этого его относят к инертным газам (остальные инертные газы относятся к p-элементам).
s-элементы (кроме гелия) являются сильными восстановителями и поэтому в свободном виде на Земле не встречаются. Металлы из категории s-элементов в чистом виде могут быть получены с помощью электролиза расплава соли, оксида или гидроксида (либо электролизом раствора соли с использованием ртутного катода и последующей отгонкой ртути из полученной амальгамы металла) или восстановлением с использованием более сильного восстановителя (например, бериллий был впервые получен воздействием калия на хлорид бериллия). Впервые смог выделить s-металлы Гемфри Дэви в 1807—1808 годах (он получил чистые натрий, калий, барий и кальций, а также амальгаму стронция и магния); в 1818 он же впервые получил металлический литий. Бериллий был впервые восстановлен из солей независимо двумя учёными, Ф. Вёлером и А. А. Бюсси, в 1828 году. Р. Бунзен в 1854 году получил металлический рубидий. Цезий был выделен в чистом виде лишь в 1881 году, когда Карл Сеттерберг подверг электролизу расплав смеси цианида цезия с барием. Металлический радий был впервые выделен в 1910 году Марией Кюри и Андре Дебьерном путём электролиза хлорида радия на ртутном катоде и последующей дистилляции в водороде. Металлический франций вследствие его высокой радиоактивности никогда не был выделен в весовых количествах. 
Твёрдость s-металлов в компактном виде (при обычных условиях) может варьироваться от очень малой (все щелочные металлы — их можно разрезать ножом) до довольно высокой (бериллий). Исключая бериллий и магний, металлы очень реакционноспособны и могут быть использованы в сплавах со свинцом в малых количествах (<2 %). Бериллий и магний, ввиду их высокой стоимости, могут быть ценными компонентами для деталей, где требуется твёрдость и лёгкость. Эти металлы являются чрезвычайно важными, поскольку позволяют сэкономить средства при добыче титана, циркония, тория и тантала из их минеральных форм; могут находить своё применение как восстановители в органической химии.
s, p, d и f-элементы получили свои названия от одноимённых спектральных линий, которые в свою очередь были названы в начале 20-го века английскими словами по своему внешнему виду в спектрограмме: sharp (резкие), principal (главные), diffuse (диффузные, размытые), fundamental (фундаментальные).

## Опасность и хранение
Все элементы, имеющие внешнюю s-оболочку, кроме гелия, являются опасными веществами. Они пожаро-(взрыво-)опасны, требуют особого пожаротушения, исключая бериллий и магний. Храниться должны в инертной атмосфере аргона или углеводородов. Большинство s-металлов бурно реагируют с водой, продуктом реакции является водород, например:
{\displaystyle {\mathsf {2Li+2H_{2}O\longrightarrow 2LiOH+H_{2}\uparrow }}},
исключая магний, который реагирует медленно, и бериллий, который реагирует, только когда его оксидная плёнка снята с помощью ртути. Литий имеет схожие свойства с магнием, так как находится в периодической таблице рядом с магнием.